# Anita Brenner
Anita Brenner (nascida Hanna Brenner; Aguascalientes, 13 de agosto de 1905 – Ojuelos de Jalisco, 1 de dezembro de 1974) foi uma acadêmica e intelectual judia transnacional, que escreveu extensivamente em inglês sobre a arte, cultura e história do México. Ela nasceu no México, foi criada e alfabetizada nos Estados Unidos e retornou ao México na década de 1920 após a Revolução Mexicana. Ela apelidou o termo 'Renascimento Mexicano', "para descrever o florescimento cultural [que] emergiu da revolução". Como filha de imigrantes, a herança de Brenner fez com que ela experimentasse tanto o antissemitismo quanto a aceitação. Fugindo da discriminação no Texas, ela encontrou mentores e colegas entre a diáspora judaica europeia vivendo tanto no México quanto em Nova Iorque, mas o México, não os Estados Unidos ou a Europa, manteve sua lealdade e interesse duradouro. Ela fez parte do movimento artístico pós- revolucionário conhecido por sua ideologia indigenista.
Brenner obteve um doutorado em antropologia na Universidade de Columbia e seu primeiro livro, Idols Behind Altars foi o primeiro livro a documentar as obras de arte, estilos e artistas do México desde a pré-história até a década de 1920. Foi amplamente considerada sua obra mais importante  e estava repleta de fotografias de fotógrafos renomados e entrevistas com os artistas mais influentes e prolíficos do período. Seu quarto livro publicado foi The Wind That Swept Mexico; A História da Revolução Mexicana, 1910–1942, tendo impresso entre um guia e uma história infantil. O primeiro livro a dar um relato completo em inglês ou espanhol sobre a Revolução Mexicana, foi o primeiro a recontar os eventos de uma perspectiva mexicana.

## Primeiros anos
Filha de Isador e Paula Brenner, Anita Brenner nasceu em 13 de agosto de 1905 em Aguascalientes, no México. Seu nome de nascimento foi registrado como Hanna. Seus pais eram judeus emigrantes da Letônia para o México, e seu pai mudou sua família do México para o Texas durante a Revolução Mexicana.
Em 1916, quando Brenner tinha onze anos de idade, a família se manteve em San Antonio, Texas, mas a babá de Brenner influenciou sua paixão duradoura pelo México. Ela frequentou brevemente a Universidade Our Lady of the Lake e depois fez um curso de inglês com J. Frank Dobie na Universidade do Texas em Austin. Depois de dois semestres, ela conseguiu convencer seu pai a deixá-la retornar ao México, já que se sentia excluída por seus colegas universitários por causa de seu antissemitismo. Depois que seu pai conseguiu promessas de Joseph Weinberger, da B'nai B'rith, uma organização de serviço judaica, e de sua esposa Frances Toor de que cuidariam dela, Isador concordou em deixar Anita ir.
Ela se mudou para o México por volta dos dezoito anos e decidiu-se ficar na Cidade do México. Frances Toor apresentou Brenner à comunidade internacional de artistas, refugiados e intelectuais que então residiam na capital. Brenner tornou-se um importante membro desse círculo cosmopolita e foi um importante elo entre eles. Ela também foi uma voz importante para trazer o florescimento artístico mexicano à atenção dos leitores nos Estados Unidos, representando-o efetivamente ao norte da fronteira mexicana. Pela primeira vez em sua vida, Brenner se sentiu aceita e começou a explorar suas raízes judaicas. Ela trabalhou por um breve período no B'nai B'rith, encontrando imigrantes judeus recentes no porto de Veracruz e ajudando-os com a papelada e o reassentamento. Brenner rapidamente se tornou parte do grupo boêmio de esquerda e como jornalista foi uma voz chave no movimento indigenismo.
Carleton Beals e Ernest Gruening foram jornalistas norte-americanos influentes que Brenner conheceu neste período inicial de sua carreira. Beals a ajudou a lançar sua carreira editorial. Ela foi assistente de pesquisa de Gruening para seu livro, Mexico and Its Heritage, que ele passou cinco anos desenvolvendo no México antes de ser publicado em 1928. Em 1924, seu primeiro artigo publicado foi "The Jew in Mexico", publicado pela The Nation, que Gruening havia editado de 1920–1923.
O presidente Plutarco Elías Calles (1924–1928) ouviu falar dela e lhe ofereceu uma bolsa de estudos para participar do programa de preservação cultural. Naquela época, no México, a Secretaria de Educação (SEP) havia estabelecido um programa de missões culturais, que começou em 1923, onde jovens percorriam o país e ajudavam a preservar a cultura indígena. Concha Michel, amiga de Anita, participou de programa semelhante e reuniu canções folclóricas indígenas. Em 1926, Brenner contratou seus amigos Tina Modotti e Edward Weston para viajar com ela e tirar fotos para seu próximo livro sobre artes decorativas mexicanas. A Universidade Nacional Autônoma do México estava financiando uma série de dois volumes em que Brenner planejava documentar obras de arte em Guanajuato, Jalisco, Michoacan, Oaxaca, Puebla e Querétaro.
Modotti e Weston também tiraram fotos pessoais de Brenner. As diferenças entre eles apontam para as diferentes estéticas dos fotógrafos. Weston era conhecido pelas qualidades abstratas de suas imagens em preto e branco altamente focadas e "compostas com precisão de nus semi-abstratos, paisagens e formas orgânicas". Suas fotografias das costas de Brenner são desprovidas de interesse humano e de estudo da forma. Nas imagens de Modotti, ela tentou capturar cenas e personalidade, e o contexto social sobre a forma foi enfatizado. Suas fotografias de Brenner a mostram vestida com um terno masculino e chapéu de feltro. Embora as feministas das décadas posteriores vissem essas fotografias como uma expressão de gênero desinibida, Brenner era discreta sobre sua sexualidade e, como a maioria das artistas femininas do período, não era feminista. Suas obras questionaram suas restrições pessoais, mas não como uma afirmação feminista para a sociedade.

## Anos de vida em Nova Iorque
Em 1927, Brenner deixou o México para Nova Iorque para frequentar a Universidade de Columbia. Ela serviu como tradutora e editora de Manuel Gamio, um importante antropólogo mexicano e foi incentivada a fazer doutorado por Franz Boas, o "pai fundador da antropologia americana". Em 1929, ela finalmente conseguiu publicar seu livro sobre arte mexicana, mas em vez dos dois volumes originalmente planejados, ela publicou um volume intitulado Idols Behind Altars, com a editora comercial de Nova York, Harcourt, Brace. A premissa principal do livro era que por trás dos "altares" espanhóis, cultura visível hispânica, católica, estavam os "ídolos", cultura autêntica invisível do México real, que o "Renascimento mexicano" estava redescobrindo. Foi bem recebido e é considerado seu trabalho mais importante. Foi a primeira tentativa de registrar permanentemente a arte em todo o país, bem como analisar as obras, estilos e artistas do México. De acordo com a crítica de Katherine Anne Porter, parece um "quem é quem" da cena artística mexicana da década de 1920, incluindo Abraham Ángel, Adolfo Best-Maugard, Jean Charlot, Xavier Guerrero, Carlos Mérida, Gerardo Murillo Cornado (também conhecido como Dr. Atl), José Clemente Orozco, Diego Rivera e David Alfaro Siqueiros e explica o intrincado entrelaçamento de sua comunidade de estrangeiros, emigrantes de segunda geração e artistas nativos que restauraram o imaginário "índio" do México.
Embora ela nunca tenha terminado um bacharelado ou mestrado, nem feito trabalho de campo no local em 1930, Brenner apresentou sua tese de doutorado em antropologia no antigo local de Colhuacan. Após sua defesa bem-sucedida de sua tese, ela completou seu diploma e recebeu uma bolsa Guggenheim em 1930 para estudar a extensão geográfica da arte asteca no México e em vários museus da Europa. Em suas viagens pela Europa, ela escreveu artigos para o jornalThe New York Times e serviu como correspondente de guerra durante a Guerra Civil Espanhola.
As viagens de Brenner pelo México com a irmandade resultaram em um livro de viagens intitulado Your Mexican Holiday, publicado em 1932. A próxima década de sua vida foi gasta na publicação de centenas de artigos que apareceram em " The Nation (dezessete artigos) e na New York Times Sunday Magazine (vinte artigos)... Mademoiselle, e ... o Brooklyn Daily Eagle (cinquenta artigos), bem como histórias de arte, cultura, refugiados e política mexicanas que foram narradas na imprensa judaica - o Menorah Journal, o Jewish Morning Journal, The Jewish Daily Forward, e a Agência Telegráfica Judaica.
Durante esse período, Brenner ajudou muitos artistas mexicanos a navegar pelo público dos Estados Unidos. Ela apresentou José Clemente Orozco a Alma Reed, que ajudou a planejar sua primeira exibição em Nova Iorque e guiou sua carreira. Ela e Orozco mais tarde tiveram uma briga. Ela escreveu resenhas e ajudou na tradução  de The Underdogs de Mariano Azuela, que vendeu 3 000 cópias, ela promoveu Diego Rivera, embora às vezes tivessem uma relação contenciosa, assim como Carlos Mérida e David Alfaro Siqueiros.

## Política
Muitos dos artistas mexicanos das décadas pós- revolucionárias aceitaram que o endosso do governo ao uso da arte para educar o público, em grande parte inculto, era uma aprovação tácita para produzir arte que refletisse fortemente a ideologia comunista. Temas revolucionários e comunismo combinados em muitas obras do período. Mas a década de 1930 foram tempos turbulentos, os comunistas mexicanos, às vezes, eram aceitos e, às vezes, não eram abraçados por seus colegas americanos e soviéticos. Brenner era simpatizante, assim como outros da vanguarda mexicana, que, às vezes, eram membros do Partido Comunista e, às vezes, não. Em 1926, quando o jornal New Masses foi lançado, Brenner foi classificada como companheira de viagem, mas não como membro do partido.
Como repórter independente na Espanha, Brenner avaliou o papel russo na Guerra Civil Espanhola. Ela encontrou evidências de que a Diretório Político do Estado (abreviado do russo: GPU), a polícia secreta da Rússia, intimidou anarquistas e socialistas em um esforço para silenciar os críticos do Comintern e criticou o afastamento de Stalin de ajudar os trabalhadores e entrar no faccionalismo marxista. Na visão que ela defendia, Stalin seria o único que se beneficiaria com a adoção do comunismo pelo governo espanhol. Em 1934, Anita e 24 outros assinaram uma carta aberta sobre sua posição anti-Stalin e receberam críticas negativas do New Masses, que se tornou o principal jornal comunista, rotulando-a de trotskista. Ela respondeu em carta individual afirmando que o papel do intelectual era questionar e criticar. Ao sufocar as críticas, o Partido Comunista estava se recusando a permitir que os intelectuais fizessem seu trabalho.
Brenner, ocasionalmente, escrevia sob o pseudônimo de "Jean Mendez" para jornais troskistas. Em 1936, foi Brenner quem enviou um telegrama de Nova Iorque a Diego Rivera pedindo-lhe que usasse sua influência para encontrar um refúgio seguro para Leon Trotsky no México. Trotsky estava no exílio há nove anos, e a Noruega estava em processo de expulsá-lo. Brenner, em nome da Quarta Internacional trotskista, pediu a Rivera para ajudar na crise e garantir asilo. Rivera imediatamente contatou o presidente Lázaro Cárdenas del Río e conseguiu o acordo necessário.

## De volta ao México
Brenner, seu marido e dois filhos migraram para o México em 1940, para a fazenda em Aguascalientes que sua família havia deixado quando se mudou para o Texas. Ela o restabeleceu para produtos agrícolas especiais e cultivou aspargos e alho.
Brenner continuou a publicar nos Estados Unidos e renovou sua amizade ao longo da vida com Jean Charlot para colaborar em vários livros infantis. Em 1943, ela publicou seu quarto livro, The Wind That Swept Mexico, para o qual escreveu o texto, com George R. Leighton, publicando as fotos vívidas. que foi o primeiro relato completo em inglês ou espanhol relatando os eventos que ocorreram durante a Revolução Mexicana.
Foi também o primeiro relato em inglês que deu uma perspectiva mexicana do conflito. Muitas versões dos eventos da guerra foram impressas nos Estados Unidos, mas principalmente eram peças jornalísticas que noticiavam negativamente os eventos no México. Além disso, peças de jornais de William Randolph Hearst foram projetadas para despertar sentimentos anti-mexicanos para proteger suas próprias terras no México. Brenner defendeu o direito do México de determinar seu próprio caminho sem intervenção estrangeira. O livro foi amplamente aclamado na época e foi bem recebido quando foi reimpresso na década de 1970.
Em 1955, Brenner garantiu uma publicação mensal intitulada Mexico/This Month. Sua familiaridade com os dois lados da fronteira lhe deu a experiência necessária para tornar o México conhecido para um público de língua inglesa. Quando o governo mexicano lhe concedeu a Ordem da Águia Asteca, a maior honra que o México pode conceder a um estrangeiro, ela recusou, alegando que era mexicana de nascimento. Ela aceitou uma citação como pioneira distinta do turismo concedida pelo ex-presidente Miguel Alemán Valdés em 1967.

## Vida pessoal
Em julho de 1930, Brenner casou-se com David Glusker, de quem se separou em 1951 dez anos antes de sua morte em 1961. Ela teve dois filhos, uma filha, Dra. Susannah Joel Glusker (1939-2013), que lecionou na Universidad Iberoamericana na Cidade do México, e um filho, Dr. Peter Glusker (1936–2020), um médico que tinha uma prática médica em Fort Bragg, Califórnia.
Dois volumes póstumos foram lançados após a morte de Brenner, por Susannah Joel Glusker, filha de Brenner. Avant-Garde Art & Artists in Mexico, Conjunto de 2 volumes: Journals of the Roaring Twenties de Anita Brenner foi preparado usando diários e notas que Brenner fez e abrangem o período de 1925 até seu casamento em 1930 e fotografias dos arquivos de Brenner. Algumas das fotografias foram tiradas por Modotti e Weston para Ídolos atrás de Altares e também algumas imagens de Máximo Pacheco e Orozco que ainda não tinham sido publicadas. Susannah Glusker escreveu uma biografia de sua mãe intitulada Anita Brenner: A Mind of Her Own.
Anita Brenner faleceu em Ojuelos de Jalisco, 83km a leste de Aguascalientes, em um acidente automobilístico em 1 de dezembro de 1974, aos 69 anos.

## Legado
Brenner continua sendo uma figura importante na arte e história pós-revolucionária no México, um entusiasta da arte e da cultura mexicanas e um defensor ativo de sua importância para o público dos Estados Unidos. Uma acadêrnalista prolífica, ela tem sido objeto de estudos por acadêmicos mexicanos. O Skirball Cultural Center em Los Angeles organizou uma exposição com foco em Brenner em 2017–18, intitulada Another Promised Land: Anita Brenner's Mexico.

## Obras publicadas
- Idols behind altars (em inglês). New York: Payson & Clarke Ltd. 1929. OCLC 988185482 – via Internet Archive Reprinted: ISBN 9780486145754
- The influence of technique on the decorative style in the domestic pottery of Cultuacan (em inglês). [S.l.]: Columbia Univ. Pr. 1930. OCLC 255549128 Doctoral dissertation: OCLC 492626463 Reprinted: ISBN 9780404505639
- «The Jew in Mexico». The Nation (em inglês). 119 (3086): 211–212. 27 de agosto de 1924. ISSN 0027-8378. OCLC 818916215
- «Making Mexico Jew Conscious». The Nation (em inglês). 133: 252–254. 9 de setembro de 1931. ISSN 0027-8378. OCLC 818916215
- Your Mexican holiday : a modern guide (em inglês). New York and London: G.P. Putnam's Sons. 1932. OCLC 651365263
- «The Idols Are Not Forgotten». Mexican Life (em inglês). 8. 1932. OCLC 269236280
- «Art: Revolution in Art». The Nation (em inglês). 136 (3531). 8 de março de 1933. ISSN 0027-8378. OCLC 818916215
- «Art: American Folkways». The Nation (em inglês). 13 de junho de 1934. ISSN 0027-8378. OCLC 818916215
- «Mexico in Transition». New York Times Magazine (em inglês). 15 de janeiro de 1939. ISSN 0028-7822. OCLC 137344843
- «The Mexican Renaissance: Its Rise and Eclipse». Harper's (em inglês). 182 (22). Janeiro de 1941. OCLC 60617860
- «All Americanos». Mexican Life (em inglês). 18. Junho de 1942. OCLC 269236280
- The boy who could do anything, & other Mexican folk tales (em inglês). New York: W.R. Scott. 1942. OCLC 962897453 Reprinted: ISBN 9780208023537
- Brenner, Anita; Leighton, George Ross (1971). The wind that swept Mexico : the history of the Mexican revolution, 1910-1942 (em inglês). Austin: University of Texas Press. ISBN 9780292747555. OCLC 1151774262 – via Internet Archive
- A hero by mistake (em inglês). New York: William R. Scott, Inc. 1953. OCLC 1140660486 – via Internet Archive
- Dumb Juan & the bandits (em inglês). New York: William R. Scott, Inc. 1957. OCLC 906140041
- The timid ghost : or, What would you do with a sackful of gold (em inglês). New York: Young Scott Books. 1966. ISBN 9780201093711. OCLC 1036959499 – via Internet Archive
- Brenner, Anita (2010).  Glusker, ed. Avant-garde art & artists in Mexico : Anita Brenner's journals of the roaring twenties (em inglês). Austin: University of Texas Press. ISBN 9780292721845. OCLC 607656856